# Trédarzec
Trédarzec is een gemeente in het Franse departement Côtes-d'Armor (regio Bretagne). De plaats maakt deel uit van het arrondissement Lannion. Trédarzec telde op 1 januari 2022 1.069 inwoners.

## Geografie
De oppervlakte van Trédarzec bedraagt 11,68 km², de bevolkingsdichtheid is 91 inwoners per km² (per 1 januari 2019).
De onderstaande kaart toont de ligging van Trédarzec met de belangrijkste infrastructuur en aangrenzende gemeenten.

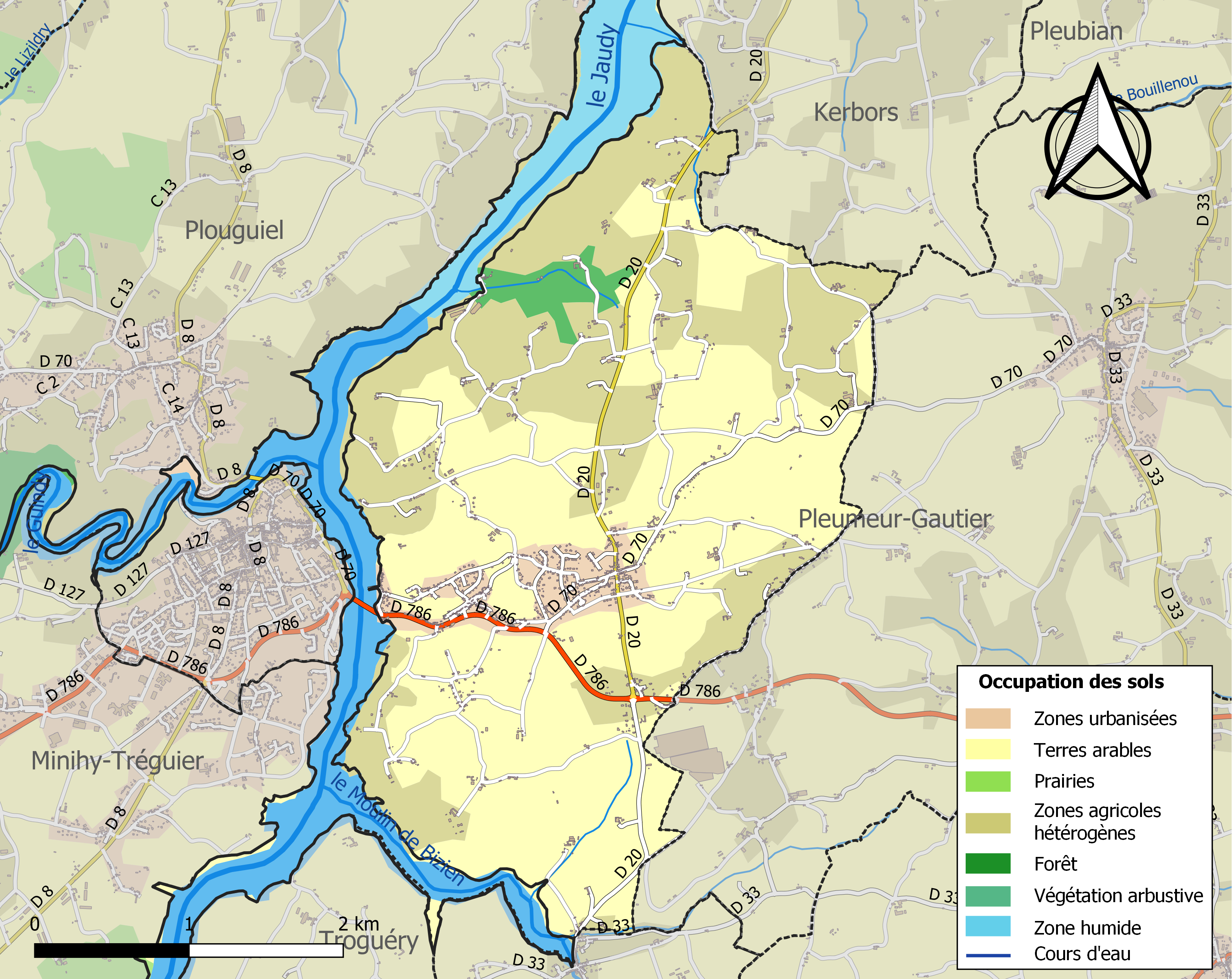

## Demografie
Onderstaande figuur toont het verloop van het inwonertal (bron: INSEE-tellingen).

## Bezienswaardigheden
- Jardins de Kerdalo